# Ноулз, Уильям
Уи́льям Но́улз (англ. William  Knowles; 1 июня 1917, Тонтон, Массачусетс, США — 13 июня 2012, Честерфилд, Миссури, США) — американский учёный-биохимик, лауреат Нобелевской премии по химии за 2001 год совместно с Рёдзи Ноёри и Барри Шарплессом с формулировкой «за исследования, используемые в фармацевтической промышленности — создание хиральных катализаторов окислительно-восстановительных реакций».
Член Национальной академии наук США (2004).